# وودی کریک (کلرادو)
وودی کریک (به انگلیسی: Woody Creek) یک منطقهٔ مسکونی در ایالات متحده آمریکا است که در شهرستان پیکتین، کلرادو واقع شده‌است. وودی کریک ۲٬۲۳۹ متر بالاتر از سطح دریا واقع شده‌است.